# 基亚文纳
基亚文纳（義大利語：Chiavenna），是意大利松德里奥省的一个市镇。总面积11平方公里，人口7310人，人口密度664.5人/平方公里（2009年）。国家统计（ISTAT）代码为014018。